# Bệnh thán thư
Bệnh thán thư là bệnh hại trên cây trồng, có thể gây hại trên các bộ phận từ lá, cành, chồi non, quả non. Bệnh được gây ra bởi tác nhân Colletotrichum gloeosporioides và Cephaleures virescens.
Trên bộ phận bị bệnh của cây xuất hiện các vết đốm lớn màu nâu xẫm, có viền nâu đỏ. Vết đốm sẽ lan rộng và có thể tạo ra vết hoại tử. Đối với các vết bệnh trên lá, khi nhìn mặt dưới có thể thấy xuất hiện lấm tấm bào tử màu đen, nhìn rõ được trên kính lúp.
Bệnh thường lây truyền nhờ nước hoặc gió. Xuất hiện vào mùa mưa ẩm hoặc do tưới ẩm nhiều lên bề mặt lá một cách không kiểm soát.
Phun phòng bằng dung dịch Bordeaux.